# Las campanas del amor
Las campanas del amor es una canción de la cantante Mónica Naranjo producida por esta y Cristóbal Sansano e incluida en el año 1997 en el segundo álbum de estudio de la cantante, Palabra de mujer.
En 1998 "Las campanas del amor" fue lanzada en España y en México, como el séptimo sencillo de Palabra de mujer.

## Créditos
- Voz principal: Mónica Naranjo.
- Escrita por: José Manuel Navarro.
- Compuesta por: Mónica Naranjo, Cristóbal Sansano.
- Producida por: Mónica Naranjo, Cristóbal Sansano.
- Programador: Juan Belmonte.

## Versiones y Remixes

### Estudio
- Album Versión — 04:59

### Directo
- Version Tour Palabra de Mujer
- Versión Gira Renaissance: 25 aniversario

## Formatos
| Promo Maxi-CD (SAMPCM 5934) 1. "Las campanas del amor" — 4:58 2. "Megamix" — 7:12 3. "Fuego de pasión" [Remix version] — 5:34 4. "Sólo se vive una vez" [Veneno Mix] — 5:11 Promo CD (PRCD 97152) 1. "Las campanas del amor" — 4:59 | Maxi-CD (EPC 666390 2) 1. "Las campanas del amor" — 4:59 2. "Megamix" — 7:11 3. "Fuego de pasión" [Remix version] — 5:34 4. "Sólo se vive una vez" [Veneno Mix] — 5:11 Vinilo (EPC 666390 6) - Cara A: 1. "Las Campanas del Amor" — 4:59 2. "Megamix" — 7:11 3. "Fuego de pasión" [Remix versión] — 5:34 - Cara B: 1. "Sólo se vive una vez" [Veneno Mix] — 5:11 |

## Trayectoria en las listas
| Posición | 5 | 9 |

| Ventas | 2683 |  |

## Videoclip
- Las campanas del amor (Directo)

Para el videoclip se utilizó una actuación en directo del Tour Palabra de Mujer.